# 火消

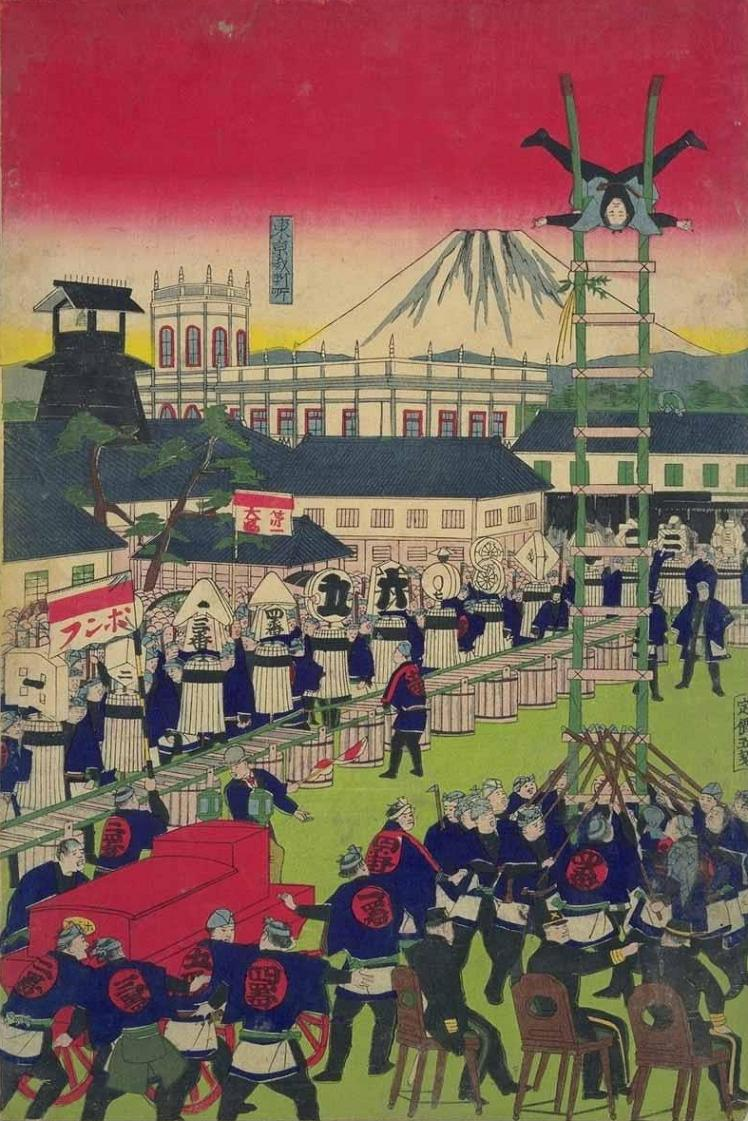
東京名所八代洲町警視廳火消出初梯子乘之圖（部分）、歌川廣重（3代目）、明治維新後的火消新年初始的消防演習。

火消（日语：火消し、ひけし）是指江户时代的消防制度及其成員的稱呼。

## 概要
火消作為消防組織是江戶幕府為了應付頻繁發生的火災而設立的防火和滅火制度。
大致分為由武士組織的武家火消（ぶけびけし）、町人組織的町火消（まちびけし）。武家火消分為由幕府直接管轄並由旗本負責的定火消（じょうびけし）和被指定為大名課役的大名火消（だいみょうびけし），共有三個消防組織。
江戶時代初期，沒有既定的火消制度，在屢次發生的大火中才得以制度化和發展起來。 江戶時代中期，由於享保改革町火消才制度化。 後來，從江戶時代後期到幕末，町火消取代了武家火消成為江戶消防活動的核心。 除了江戶以外，各藩的大城市和城下町都有自己的火消制度。 在明治維新後被廢除和改編，他們的譜系仍然延續到現代消防署及消防團。
消防組織的構成成員火消也稱為火消人足（ひけしにんそく）。定火消的屬下有臥煙（がえん）、町火消的核心為鳶人足（とびにんそく、鳶職）。由於各組織之間的競爭和脾氣暴躁，有時會發生「加賀鳶與定火消的喧嘩」、「め組的喧嘩」等動亂。火消人足的滅火方法為破壞消防，摧毀火場周圍的建築物並阻止火勢蔓延（除去消火法）。明和年間，龍吐水（りゅうどすい、木製手押幫浦）等水源也被補助使用。

## 江戶火災

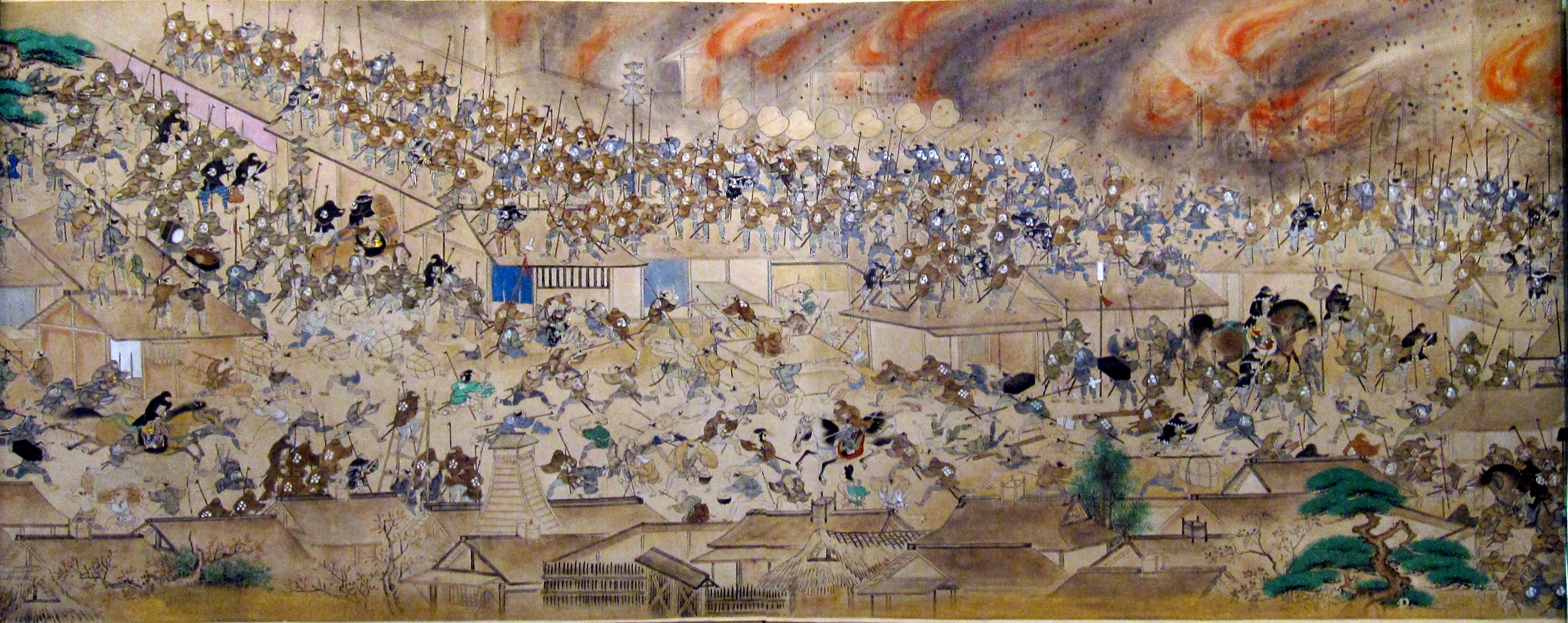
明暦大火

火消制度發展於江戶時代，是一個長期存在的大型系統，擁有超過1萬名成員。這主要是由於江戶的特殊情況影響，從慶長6年（1601年）到慶應3年（1867年）的267年間，發生了49次大火，如果算上小火的話，則有1,798次。

## 江戶的武家火消

### 江戸時代初期
江戶時代初期的江戶，還沒有完善的火消制度。如果江戶城著火了，老中和若年寄就會命令大番組、書院番組、鐵砲組的旗本去滅火。在江戶市，如果大名屋敷或旗本屋敷等武家地區發生火災，附近的大名或旗本會撲滅火災，而如果在平房或住宅等商人的町人地區發生火災，則由鎮民自己滅火，是個還沒有組織的消防制度。慶長18年（1613年）幕府頒布的禁令禁止武家奉公人衝向城鎮居民區的火災，明確區分武家地和町人地的方針也產生了影響。

#### 奉書火消
奉書火消（日語：ほうしょびけし）是從寛永6年（1629年）第3代將軍德川家光時代開始的火消。
一旦發生火災，就會以老中的名義向諸侯送去「奉書」，召集他們一起滅火。這種方法缺乏速度，火災發生後，他準備奉書並派使者去見大名，而大名接到使者後，便帶著大名家臣前往現場。此外，即使是趕到該地區的大名和諸侯也不一定接受過消防訓練，因此並不是有效的滅火手段。

#### 所火消

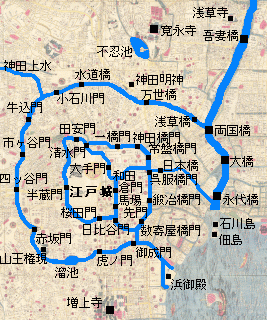
江戶中心部的地名

所火消（日語：所々火消，しょしょびけし）是從寛永16年（1639年）開始的火消。
同年，江戶城本丸發生火災，譜代大名森川重政奉命前往江戶城內的紅葉山靈廟擔任消防員。這些所火消在後述的大名火消中具有指定的場所，是為了保護幕府的重要地區免受火災而設置專門的消防隊長。
所火消的地方在元祿年間增多，除了江戶城的各個地區，還有寛永寺、增上寺等寺廟、神社，兩國橋、永代橋等橋樑以及本所御米倉等倉庫，由36為大名擔當。後來，在享保7年（1722年），第8代將軍德川吉宗改編這個制度，11個重要地區各由一名大名負責。負責地點包括江戶城內的5 個地點（紅葉山靈廟、大手門、櫻田門、二之丸、吹上御苑）、城外的3個倉庫（淺草御米倉、本所御米倉、本所猿江材木倉）以及3座寺廟（上野寛永寺、芝增上寺、湯島聖堂）。譜代大名奉命為江戶城內最重要地區的所火消，外樣大名則是奉命為本所御米倉等江戶城外的設施的所火消。

#### 大名火消
大名火消（日語：だいみょうびけし）是從寛永20年（1643年）開始的火消。
寛永18年1月29日（1641年3月10日）正月，京橋桶町發生的火災造成江戶的大部分地區燒毀。桶町火災發生時，將軍家光親臨大手門指揮，召集各路大名前來滅火，但無法阻止火勢蔓延。負責滅火的大目付加賀爪忠澄因公殉職，被濃煙吞沒。相馬藩主相馬義胤在救火時發生事故，身受重傷。
幕府召集了相關官員和負責滅火的大名，結果在桶町火災2年後的寛永20年（1643年），幕府從身家6萬石以下的諸侯中挑選了16個家族，將他們編成4組設立了新的消防員。這是奉書火消的製度化版本，火消由選定的大名親自指揮。每1萬石設定一組規定人員420人，其中每組30人，每10天負責輪流消防活動。當發生火災時，無論是武家區或町人區，都會派出離火源最近的大名來滅火。
一旦發生大火，從老中那裡發送奉書，並正式召集成員去滅火。這被稱為增火消（ましびけし），以區別於之前的奉書火消。
大名火消在火災發生時，會組織家臣身著華麗的火災服裝隊形前往現場進行滅火活動。有時大名親自前往火場，使得他們的火災服裝變得越來越華麗和炫麗，因此經常受到幕府的規範。然而這種趨勢並沒有改變，甚至出現了在消防活動過程中換裝三次的大名，因此吸引了許多旁觀者的情況。

### 明暦大火以後
明曆3年（1657年）正月，本鄉發生火災，造成江戶史上最嚴重的損失。這場被稱為「明曆大火（振袖大火）」的火災摧毀了江戶城的天守閣，並造成江戶市約68,000人死亡。
明暦大火使得以往的方法無法應對大火，因此後來的江戶幕府致力於建立消防制度。在江戶市中的重建中，將大名屋敷、旗本屋敷和部分寺廟移到市郊，確保了防止延燒的防火用空地。此外，鼓勵使用瓦葺屋頂和土壁倉庫等耐火建築，致力於打造防火的城市。並且，成立了新的消防組織，即方角火消和定火消。

#### 方角火消
方角火消（ほうがくびけし）是從明暦3年（1657年）第4代將軍德川家綱時代開始的火消。
明曆大火之後，12位大名被選出並編成3組：櫻田筋、山手筋、下谷筋擔任消防員。大名火消的一種，擔任負責區域發生火災時，當即前往滅火。元祿年間改編東西南北4組，稱為方角火消。正德2年（1712年）改編5方角5組。享保元年後（1716年），被改編為2個組織，即大手組和櫻田組（每組4位成員，總共8位大名），火災發生時，他們分別聚集在大手門和櫻田門。改編為大手組和櫻田組後，主要負責防止江戶城的火勢蔓延，除了江戶城內發生火災外，在收到老中的指示後出動。他們並非消防的主力，而是用於防止火災遠離火源，又稱之為防大名（ふせだいみょう）。
擔任參勤交代是從居住在江戶中的大名選出的，並允許他在自己的宅邸中建造一座比平常更高的防火瞭望台。根據大名石高的不同，方角火消和所火消的人員數量也不同。1萬石以上的，騎兵3-4人、足輕20人、中間30人。 10萬石以上的，騎兵10人、足輕80人、步兵140-150人。 超過 20 萬石以上的，騎兵15-20人、足輕120-130人和中間250-300 人。

#### 定火消

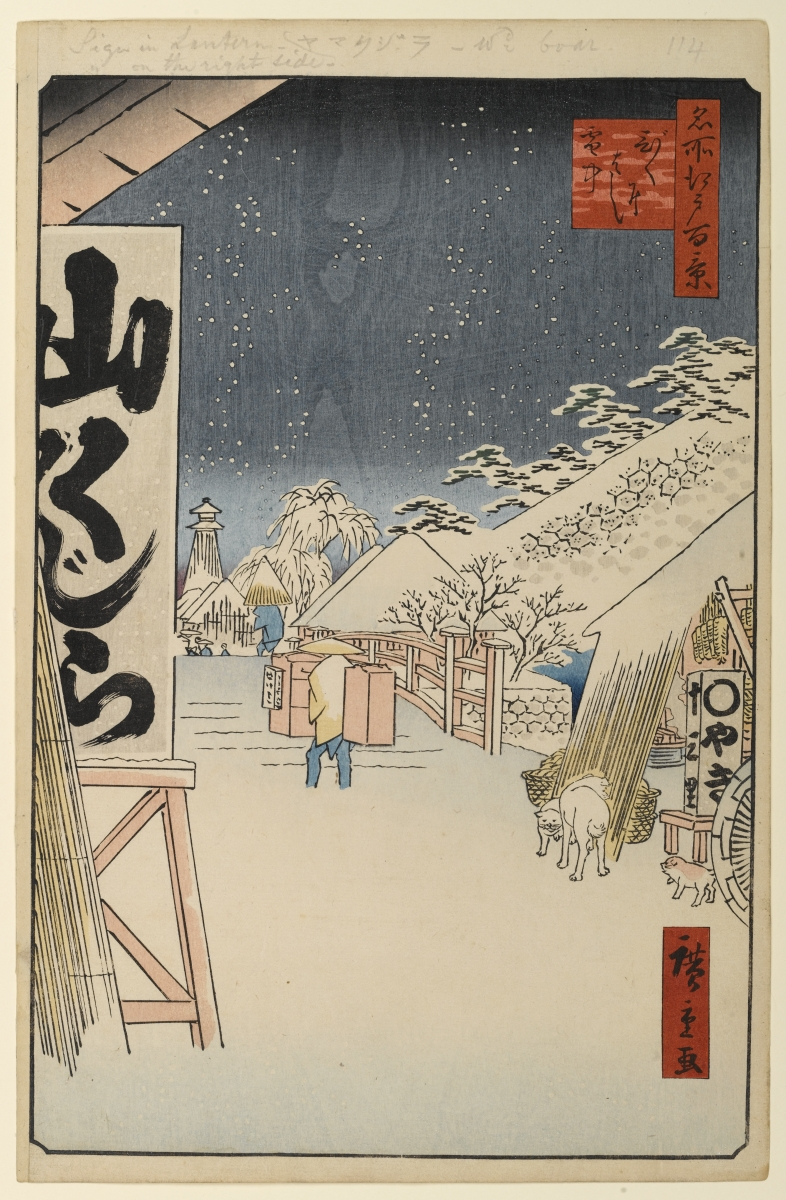
名所江戶百景中「比丘尼橋雪中」左邊的武家火消的防火瞭望台

定火消（日語：じょうびけし、江戶中定火之番）是萬治元年（1658年）9月8日創設的幕府直轄的火消。
明暦大火的第二年，選出4000石以上的旗本4名（秋山正房、近藤用將、內藤政吉、町野幸宣），每人付屬與力6名、同心30名。是幕府直轄的消防組織、隸屬若年寄所管、職位為菊間詰。
定火消為火消的隊長（上述提到的擁有4,000石以上的旗本）。那些在與力和同心的領導下直接參與消防工作的人也被稱為「臥煙」。4名旗本分別被提供專用的火消屋敷和滅火用具，作為雇用臥煙的費用，另外再增加300人援助。4處火消屋敷分別設在御茶之水、麴町半藏門外、飯田町、小石川傳通院前，全部都位於江戶城的西北部。這座屋敷的配置是為了防止因冬季常見的西北風而導致火災蔓延到江戶城。當各自的區域發生火災時，不管是武家區還是町人區，他們都被派去救火。定火消還負責維護火災現場的治安維護，並持有及演練鐵炮許可。此外，在非僅是消火，有緊急情況時，消火隊長會帶領手下，在小姓組背後站立，即使在戰場上也要穿著防火裝備。
隔年正月1月4日，以老中稻葉正則為首的4組定火消聚集在上野東照宮懷著極大的氣勢進行出初（でぞめ）。這是新年初始的消防演習（日語：出初式，でぞめしき），從此，每年的1月4日在上野東照宮舉行元旦。
萬治2年至3年間，在代官町等四處，寛文2年（1662年）和元祿8年（1695年）等年份增設日本橋濱町等地方，總共15組被安排在江戶城周圍。但是，寶永元年（1704年）降到10組（定員1280名）。因此，它也被統稱為十人屋敷和十人火消。10個火消屋敷的位置場所有、赤坂溜池屋敷（現美國大使館附近）、赤坂御門外屋敷（現赤坂豐川稻荷附近）、飯田町屋敷（現富士見小學校附近）、市谷御門外屋敷（現長延寺門前附近）、小川町屋敷（現一橋通錦町東側）、御茶之水屋敷（現順天堂大學病院附近）、半藏御門外屋敷（現FM東京附近）、駿河台屋敷（現復活大教堂附近）、八代洲河岸屋敷（現元明治生命本館附近）、四谷御門內屋敷（現番町小學校附近）。
被命令成為定火消的旗本，會與妻子居住於火消屋敷。火消屋敷面積約3000坪，也備有馬匹以備緊急出動。場內設置了3丈（約9.1公尺）的防火瞭望台，並配備了太鼓和半鐘來發出火災信號。這種火消屋敷就是現在的消防署的原型。屋敷內有一個休息空間，可以讓臥煙在那裡輪流睡覺，晚上他們用一根長木頭當枕頭並排睡覺。當夜晚發生火災時，守夜人員用錘子敲打這些木頭的末端，所有臥煙就會一齊出動。出動時，他們穿上消防服，讓拿纏的人帶頭，騎馬的定火消和與力，接著在同心與臥煙形成的隊列，前往火場。

### 享保改革

徳川吉宗

江戶時代中期，第8代將軍德川吉宗時代，進行了享保改革。改革還包括對消防制度進行審查，包括所火消、方角火消和定火消，新設立了火災場巡邏員（日語：火事場見廻役）。此外，武家地區的消防系統也得到了加強，擴大各個大名各自火消的自衛消防組織的義務，以應對其鄰里的火災。應對町人區火災的一項重大改革是將町火消制度化，這是一個由大岡忠相主導的町人的消防組織（後述參照町火消）。

#### 各自火消
各自火消（日語：かくじびけし）是由諸大名自己組織的火消。
它最早是為了預防和撲滅大名屋敷火災的消防組織。自天和元年（1681年）左右開始，如果附近發生火災，將由家臣進行滅火，但至享保2年（1717年），對於附近的火災出動被規定為義務，並被稱為近所火消（きんじょびけし）。隔3年後、不僅上屋敷，還從中屋敷和下屋敷出動。根據指定的出動範圍，還有三町火消、五町火消、八町火消等別稱。據說，到範圍之外的大名親戚的屋敷或菩提寺時，稱見舞火消（みまいびけし）。
加賀藩前田家的加賀鳶（かがとび、喧嘩鳶）擁有3組各自火消（大名火消），以華麗的服裝和無與倫比的工作風格而聞名。加賀鳶的行列也被描繪在歌川豐國和歌川國芳的浮世繪。河竹默阿彌所寫的歌舞伎『盲長屋梅加賀鳶』也曾出現過。對於旗本家，享保7年（1722年）命令成立65個飛火防組合（とびひふせぎくみあい），並指示他們應對組合內的火災出動。

### 幕末的武家火消的活動
透過享保改革確立町火消後，幕末江戶的消防體制從武家火消主體轉向町火消主體。元文元年（1736年）以後、只有在江戶城上風處發生火災或重大火災時才出動方角火消。寛政4年（1792年），決定不再向町人區派遣定火消（唯一的例外是在大風天發生的火災）。文政2年（1819年），定火消的範圍僅限於江戶區，區外的地區則由町火消負責。武家火消的出動範圍的縮小，是因為幕府對町火消的能力認可。
黑船來航2年後的安政2年（1855年）、定火消因削減2組而剩8組。文久2年（1862年），取消了方角火消和火災場巡邏員的職位，所火消的數量也從11個減少到3個。慶應2年（866年），定火消8組再減半為4組，隔年慶應3年每組僅由128名組成，江戶的消防體制全面依賴町火消。這種大幅度的定火消減少是由於幕府擴充西式軍備的原因，而大名火消的減少則是由於文久改革下參勤交代換制度的緩和造成。
明治元年（1868年），新政府廢止所有武家火消，火災防御隊是作為替代消防組織而成立。火災防御隊是隸屬兵部省，被指派負責皇城（江戶城）的消防工作，但隔年撤銷。

## 江戶的町火消

### 店火消
店火消（日語：たなびけし）是町人自己組織的火消。
慶安元年（1648年），為了應對町人區的火災，幕府下令「每個町留10人，獎勵參與滅火的人，懲罰不參與滅火的人。」發生火災時動員起來的町人被稱為店火消和驅付火消（かけつけびけし）。然而，它並沒有像武家火消那樣制度化。
明暦大火後2的萬治元年（1658年），南傳間町等23個町集結了167名消防員，組成了消防會共同滅火。這些消防人員必須穿著印有町名並穿著羽織，可以說是後來町火消的原型。幕府承認這個消防會，並要求在其他地區進行類似的活動。然而，由於一直以來僱用消防人員的負擔很重，因此並沒有蔓延到23個町以外的地區。

### 町火消

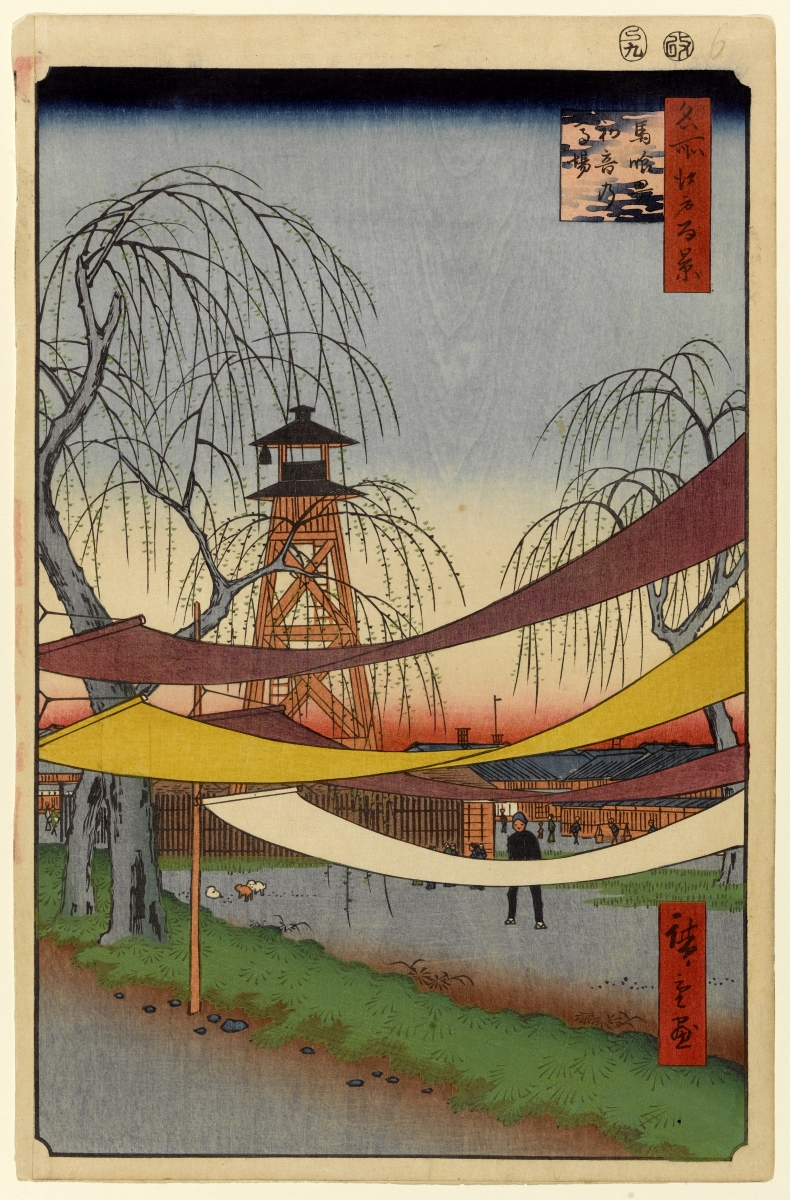
名所江戶百景描繪「馬喰町初音之馬場」中央町火消的防火瞭望台

町火消（日語：まちびけし）是第8代將軍德川吉宗時代開始的火消。大多是由體能高強的鳶職組成。
財政安定化為目標之一的享保改革中，火災對幕府財政造成很大的負面影響，因此建立消防制度成為一個重要議題。享保2年（1717年），成為南町奉行的大岡忠相，在隔3年受到大名們和德川吉宗公的信任，也納入了儒學家荻生徂徠的意見，頒布了旨在組織防火組合的町火消設置令。町火消置於町奉行的指揮下，其費用由各町分擔。因此，在火災發生時，每個城鎮都有30人，從火源向上風的2個城鎮，左右風角的2個城鎮，總共6個城鎮180人的編制進行滅火。然而，由於城鎮的面積和人口差異很大，盡管在地圖上劃定了區域劃分，但卻只造成混亂，無法有效運作。
享保5年（1720年），修正地域劃分，1組約20個町組成，負責隅田川以西地區的伊呂波組（いろは組）有47個，東部的本所、深川地區有16個町火消。同時讓各組製作纏和幟作為標記。這些原本是為了在混亂的火場中充當目標，但逐漸地它們成為了每個群體的象徵。享保15年（1730年），之後，伊呂波將47個小組分成10個大組，從一番組到十番組，給他們大纏來監督他們，並重新組織起來，以便在火災現場聚集更多的消防員。另一方面，各町的消防人員數減半至15人，以減輕負擔，町火消全體的規定人員總數從17596人減少到9378人。
後來，在三番組中增加了與「ん組」相對應的「本組」成為伊呂波四八組（いろは四八組），而本所深川的16組又分為三組：北組，中組和南組。在元文3年（1738年），在大組中，由於組的名稱不好，四番組合併至五番組，七番組合併至六番組，大組共有8組。當年的規定人員為10642人，其中鳶人足為4077人，店人足為6565人（關於鳶人足和店人足的區別，後面會提及）。
町火消每年在正月的1月4日，在各组的市內進行梯子攀爬和木遣歌的初出（はつで）。这是仿照定火消一開始進行的出初。

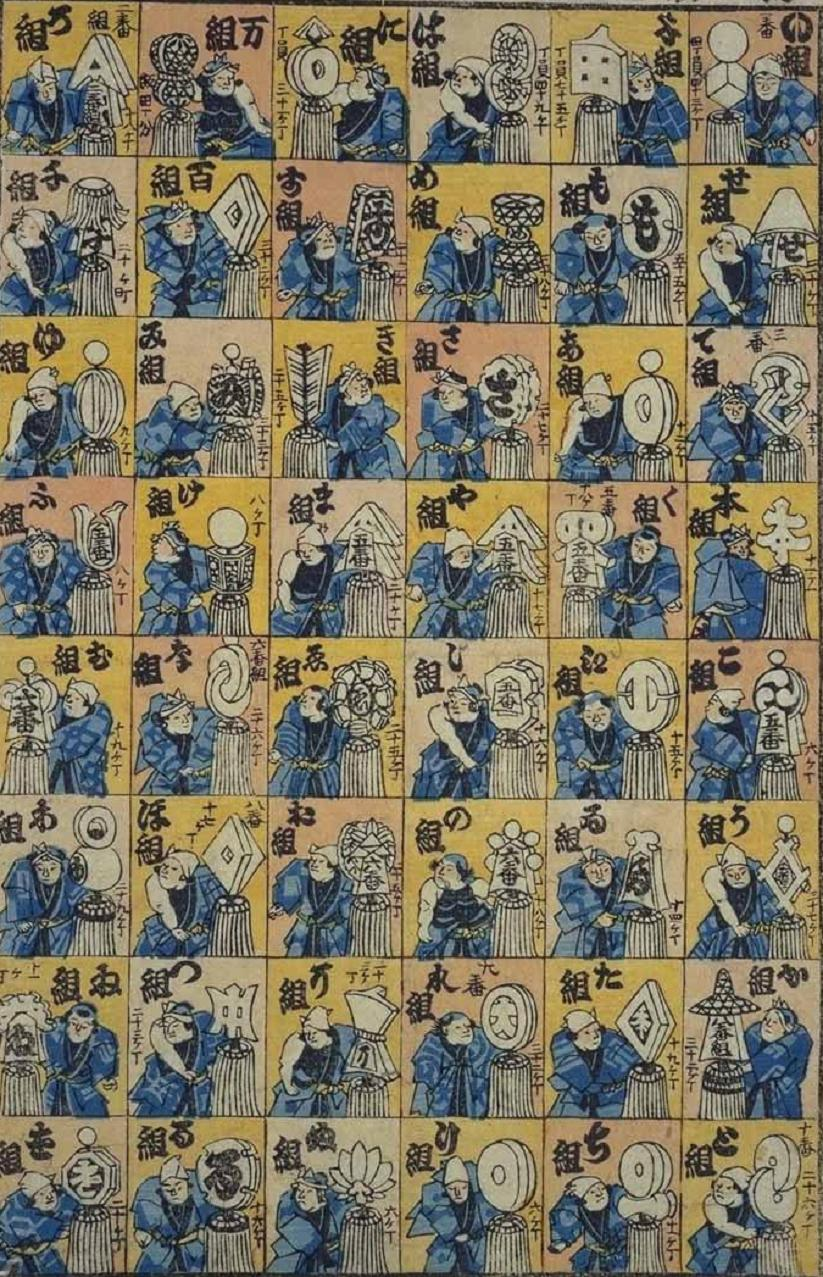
伊呂波組與纏（落合芳幾）

### 伊呂波組
伊呂波四八組是以伊呂波文字為組的名稱命名（例如：「い組」「ろ組」「め組」）。伊呂波文字中「へ」「ら」「ひ」「ん」被用來代替「百」「千」「万」「本」。這是因為不希望組的名稱聽起來「へ＝屁」「ら＝摩羅」「ひ＝火」「ん＝結束（終わり）」。伊呂波四八組中，因「め組」在文化2年（1805年）引發的「め組的喧嘩」而聞名，明治時代竹柴基水創作，並出現在歌舞伎『神明惠和合取組』中。

### 橋火消
另外一種町人組織的火消，於享保7年（1722年）成立，名為橋火消（はしびけし）。這是對在橋台做生意的髪結床的命令，要求撲滅橋上的火災。許多品質不佳的髮廊位於橋附近，一旦發生火災就有火花飛濺的危險，考慮將其拆除或收取地租來支付橋樑的防火費用。對此，髪結床主動提出準備自己的滅火道具，並負責橋樑的防火工作。町奉行大岡忠相接受了這項請求，並使髪結床成立為橋火消。此外，不在橋附近的山手的髪結床，一但發生火災，他們被命令趕往南北的町奉行所。
享保20年（1735年），橋的消防負責人換成了町火消，一旦發生火災，所有髪結床還是都得趕到町奉行。後來，天保13年（1842年）的天保改革解散髪結床組合，大名則被命令趕至町奉行所。

### 幕末的町火消的活動
町火消的出動範圍最初僅限於町人區。然而，在伊呂波組成立時，當鄰近町人區的武家區發生火災且無法控制時，便需要進行滅火。享保7年（1722年），如果兩個町內（約218公尺）的武家屋敷發生火災，就會下令町火消撲滅大火。享保16年（1731年）之後，幕府開始命令各地的米倉、金座、神社、橋梁等重要地點的消防工作，並且要求町火消進行防火工作，其中包括濱御殿暫定米倉的防火也已經被指示進行。
延享4年（1747年）的江戶城二之丸火災是町火消首次出動到江戶城内。雖然二之丸全被燒毀，但定火消和大名火消進行了撲滅工作並獲得幕府的獎賞。此後，在天保9年（1838年）的西之丸出火和同15年（1844年）的本丸出火中，町火消也出動到江戶城內展現出色的表現，也都獲得了獎賞。
幕末時期，武家火消的人數大幅減少，定火消也只保留了一組，消防活動完全交由町火消負責。此外，町火消的活動不僅限於消防，還包括黑船來航時的市中警備，以及戊辰戰爭時的治安維持活動。另外，在元治元年（1864年）的長州征討中，町火消被命令摧毀長州藩江戶藩邸，並在鳥羽伏見之戰後接受兵事訓練，顯示幕府試圖將町火消納入衰退的幕府兵力的動向。
明治5年（1872年），新政府將町火消改組為39個消防組，其活動演變為現今的消防團。大正元年（（1912年），為了紀念町火消的犧牲和表揚他們的功績，淺草寺建立了「消防殉職者表彰碑」。在第二次世界大戰前，慰靈祭定於11月3日舉行，戰後改為5月25日。

## 江戶以外的火消
江戶以外的大都市和各藩的城下町也都存在著火消。

### 金澤
在加賀藩前田家的本國金澤町，設有超過1000石的藩士10名擔任火消並在屋敷設有防火瞭望台，隨時穿著防火服待命。町內設有82個防火瞭望台，屋頂上也備有裝水的水桶。在風勢大的日子裡，不分男女都會巡視防火。相較於江戶，金澤町採取了更為先進的防火措施。江戶的加賀鳶活躍的背後，是加賀藩完善的防災制度。

### 京都
京都的消防體制包括町火消、鄰近藩國的京都火消和京都常火消等，受京都而和町奉行所的指揮。然而，隨著時代的變遷，制度也有所改變。在安永8年（1779年）11月，町奉行所啟用了專門的火消人員，建立了町奉行所火消制度，廢止了町奉行所指揮下的町火消制度。不過，之後並沒有讓市民參與防火活動的做法而消失。
除去五重塔後，當時日本最大的建築物是京都的方廣寺大佛殿。該大佛殿在寬政10年（1798年）因雷擊而燒毀，其過程被記錄在「洛東大佛殿出火圖（國際日本文化研究中心所藏）」中，圖中描繪了消防人員努力滅火的情景。

### 東京
明治維新後，東京（江戶）將町火消改組為消防組並加以制度化，但並未制定全國統一的規則。因此，東京以外的消防組織是根據各市鎮的條例或私人設立的。這種狀態一直持續到明治27年（1894年）制定了消防組規則並誕生了由警察署長監督的官設消防組為止。

## 火消人足

### 臥煙
臥煙（がえん、臥烟）是被雇用為定火消的火消人足，是定火消在火場上進行滅火活動的主力。他們是為了消防而受僱的專業人員，與擁有其他本職工作的町火消的火消人足有所不同。死於火場的臥煙會被葬在位於四谷的臥煙寺（現已不存在）。許多臥煙習慣穿著一件法被度過寒冷的冬天，身上常有紋身。他們通常住在火消屋敷的大房間裡，但也可能因賭博或喧嘩而引起騷動。臥煙必須是土生土長的江戶之子才能被聘用，並以一種特殊髷的奴銀杏（やっこいちょう）來盤髮。出動時，他們會穿著白足袋，綁上新的六尺禪，只穿著一件袢纏，甚至有時連刺子也不穿。
此外，他們在町上的名聲也不好，經常進城強行向商家賣錢緡（ぜにさし），並在騷亂中毀壞房屋，以報復那些不向他買東西的商家。

### 店人足與鳶人足
町火消的構成人員起初是租地、店租、奉公人的被稱為店人足（たなにんそく）的一般町人。在享保4年（1719年），向大名發出了不得雇用鳶職人的警告。然而，在江戶時代的消防活動主要是透過破壞消防來防止火勢蔓延，顯然鳶職人比一般的町人更適合。一些大名認為，提供少量的鳶比大量的店人足更有效，因此町上的主要消防中心是以賣風箏為生的鳶人足（とびにんそく）。
鳶人足從町上的資金中獲得了足留錢，以及頭巾、法被和股引等消防服裝。此外，如果有人被派出去救火，除了足留錢之外，還會提供津貼。發生火災時，首先從指定的鳶人足出動，如火災較大時，也出動店人足。

### 町火消的構成
町火消在町奉行的指揮下，由町火消統率的頭取（とうどり、人足頭取）、伊呂波組各組統率的頭（かしら、組頭）、纏持與梯子持（攜帶道具）、平人（ひらびと、鳶人足）、土手組（どてぐみ、下人足、不包含火消的數量）組成。頭取分為三等：一老、二老、御職，御職也被稱為顏役，在整個江戶市廣為人知。江戶全體約270名頭取、力士與與力併稱為江戶三男（えど・さんおとこ），也是江戶之子的代表。

### 喧嘩
涉及火災無關的喧嘩大致可分為火消人足的喧嘩和與火災場的喧嘩。前者主要是因為火消人足在消防活動中爭名奪利而發生的糾紛，稱為口舌之爭（消口争い、けしくちあらそい）。後者是由於火消人足的脾氣暴躁或地域性造成的，而與他們喧嘩的人不一定是同一類型的火消人足。町火消之間的喧嘩經常引起巨大騷動、導致人員傷亡，人們會花費巨大費用來舉行大規模的手打式，以調和兩者。文政元年（1818年），「ち組」和「を組」的手打式，在兩國租借榻榻米房間，來自江戶各地組合的1000多人齊聚一堂，活動從早到晚依照既定的作法和禮儀舉行，十分隆重。

#### 口舌之爭
當火消到達火災現場時，他們會在附近的屋簷上掛上寫有組的名稱的木牌（消札、けしふだ），讓纏持爬上屋頂來標記聚集情況並標記誰在救火。木牌也是領取懸賞時的證據，所以儘管他後來衝了進去，卻擅自換上了自己小組的標籤，並強行將纏持從屋頂上放下來，試圖與自己小組一起接管火災現場。在很多情況下，他們經常在沒有完成滅火的重要工作的情況下引發爭執。幕府經常禁止火災場打架，但是江戶時代初期是武家火消之間的爭鬥、町火消誕生後的武家火消和町火消爭鬥、武家火消衰退的町火消之間的爭鬥，以及為了功名而爭鬥，打架從未停止過。
享保3年（1718年），定火消和加賀鳶之間爆發一場爭鬥，事件從現場的糾紛開始，在撲滅造成定火消傷亡的火災的仙石兵庫向加賀藩主前田綱紀尋求賠償。引起軒然大波，老中呼籲，町奉行大岡忠相調查，最後將軍德川吉宗向仙石兵庫發出嚴厲警告。

#### め組的喧嘩
文化2年（1805年）正月，在芝大神宮舉行的相撲比賽中，十多名相撲選手和來自め組的100多名鳶人足在入口處發生了一場戰鬥。
這場喧嘩成為了一個很大的話題、文政5年（1822年）的市村座『御攝曾我閏正月』、明治5年（1872年）的中村座『戀慕相撲春顏触』、明治23年（1890年）的新富座『神明惠和合取組』三次被改編成戲劇。

## 防火道具

### 纏與防火裝備

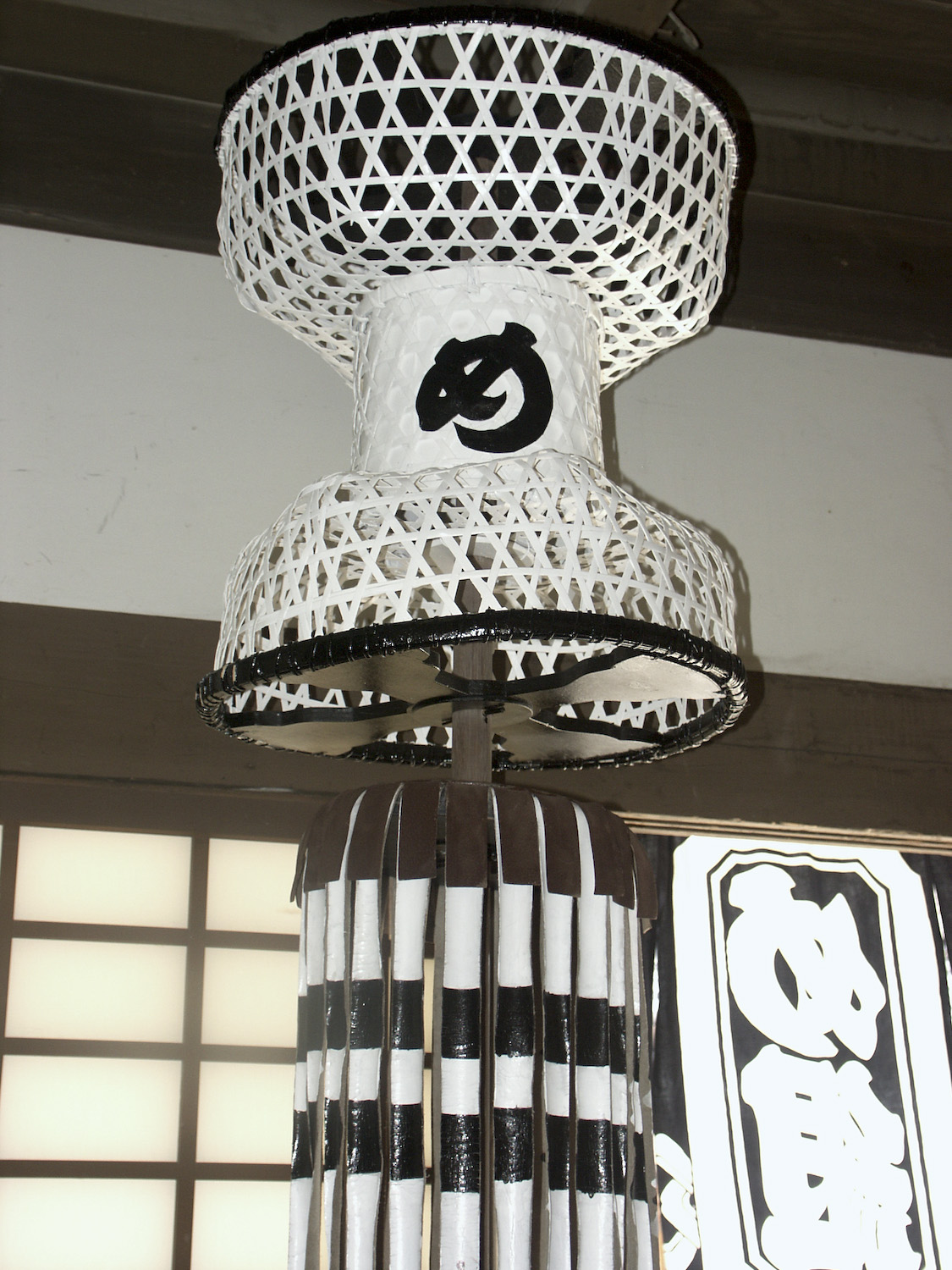
め組的纏（東映太秦映畫村複製）

纏（まとい）是江戶消防的象徵，甚至有人說「纏撲滅大火」。最初來自武士在戰場上展示的帶有家紋和馬印的旗印。最初使用幟型的纏分為陀志（だし）、馬簾（ばれん，頂部懸掛的狹長裝飾品）所取代。各組有不同的象徵，豐臣秀吉受領傳承的加賀鳶的纏，「い組」的纏由大岡忠相發明了結合圓球與方台的組合。

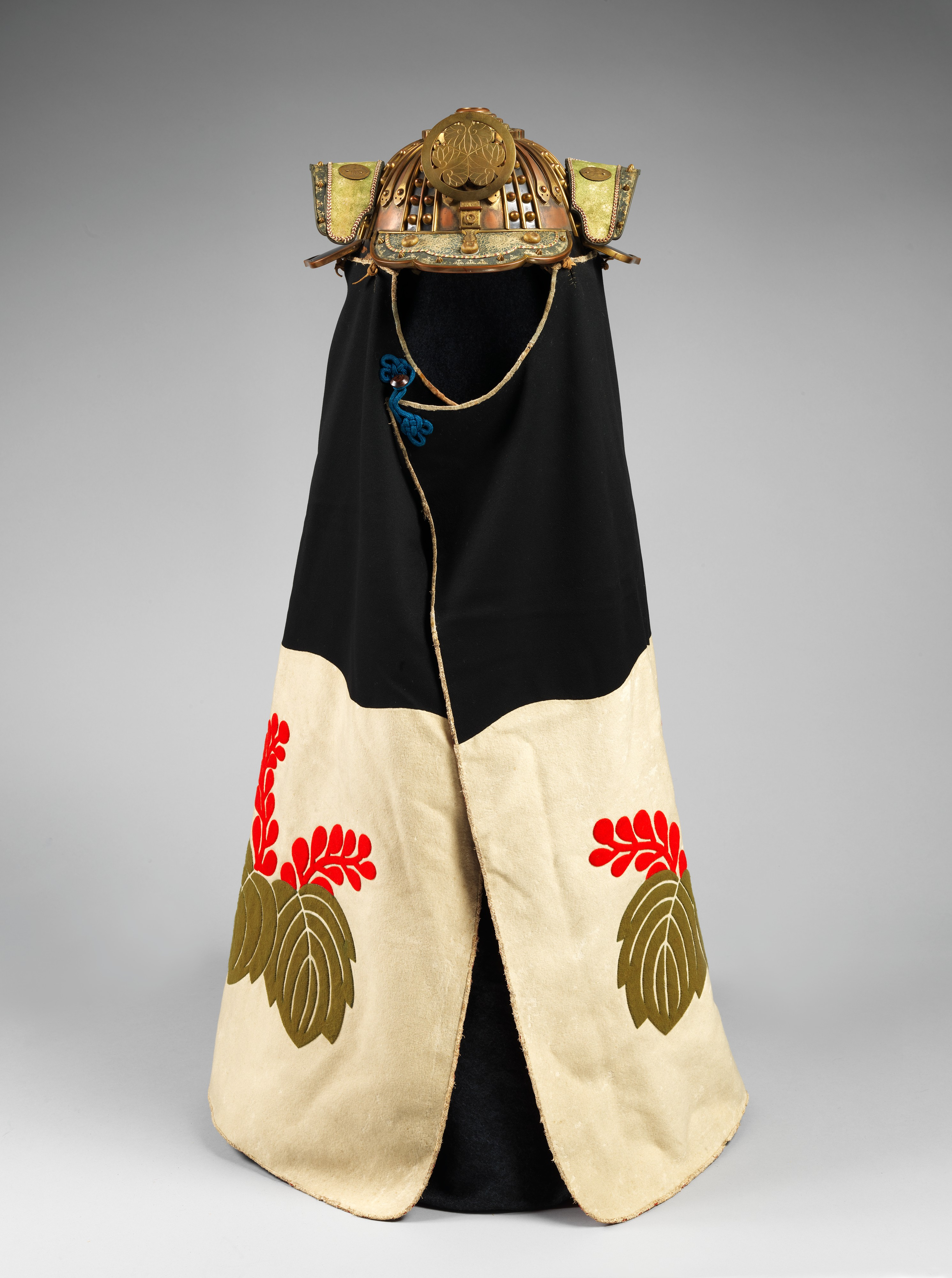
防火頭巾　大都會藝術博物館

大名火消的防火裝備是頭上的防火頭巾（火事かぶと）、身上的革羽織和胸袋、踏込袴（ふんごみばかま、野袴）組成。

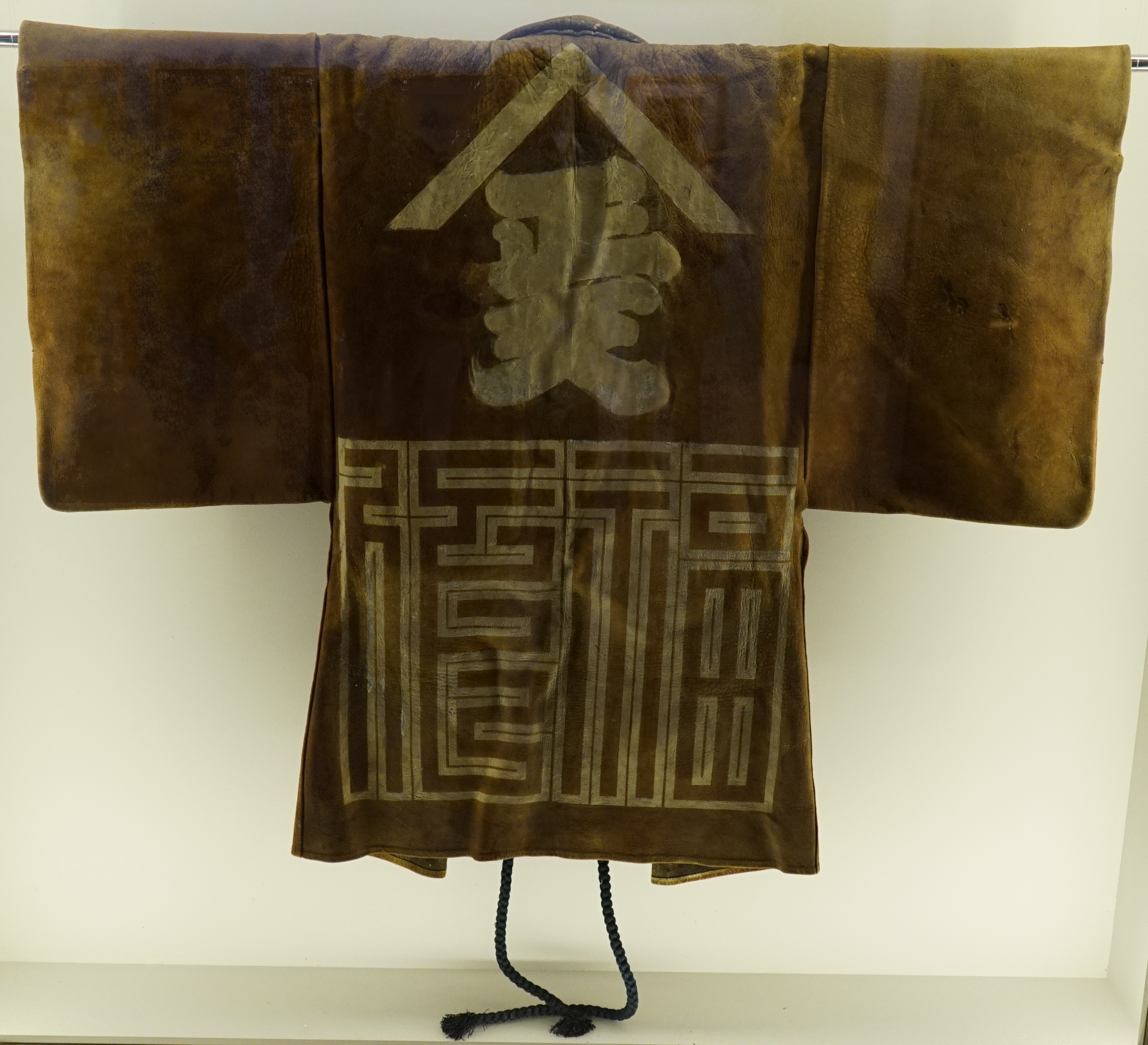
革羽織　蘭斯美術館蔵

防火頭巾上有豪華的立物（たてもの）和錣（しころ），革羽織上飾有金線鑲邊，色彩艷麗，展現奢華。町火消的正式服裝包括印袢纏、肚兜和股引。他們還穿著刺子頭巾（貓頭巾）和長至膝蓋以下的刺子長袢纏前往火災現場。袢纏的背上染著組的紋章，衣領上也染著組的名字。有些刺子長袢纏的襯裡上有華麗的錦繪風格的圖案，但這些都是受到天保改革的限制。

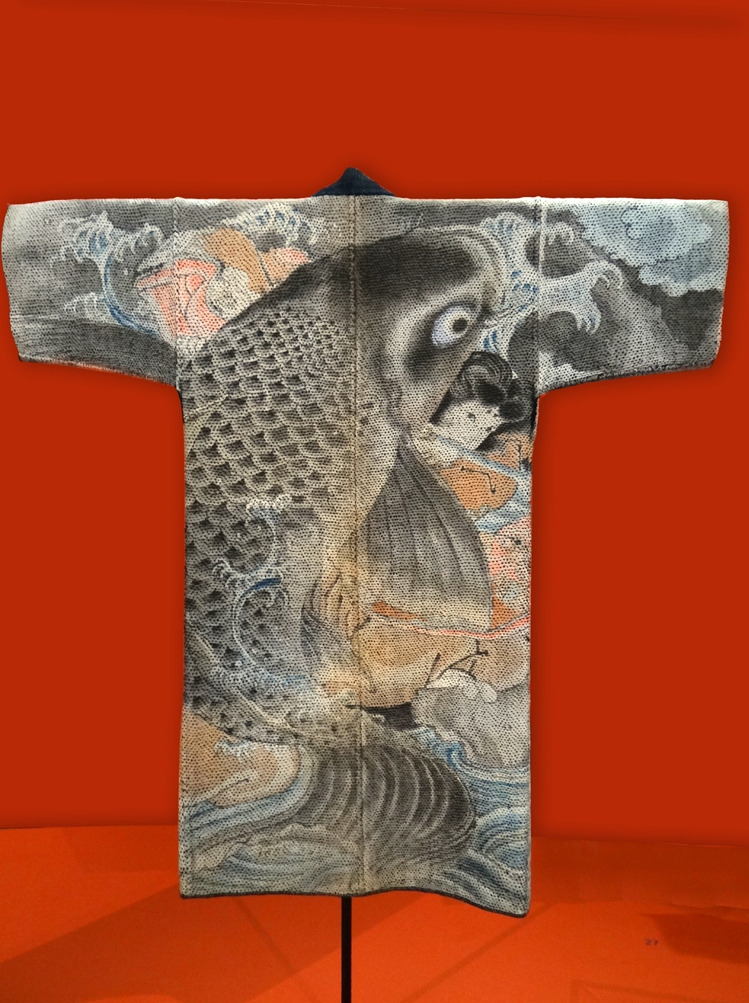
「西塔鬼若丸」刺子長袢纏吉美東洋美術館蔵

### 消防用具與防火瞭望台

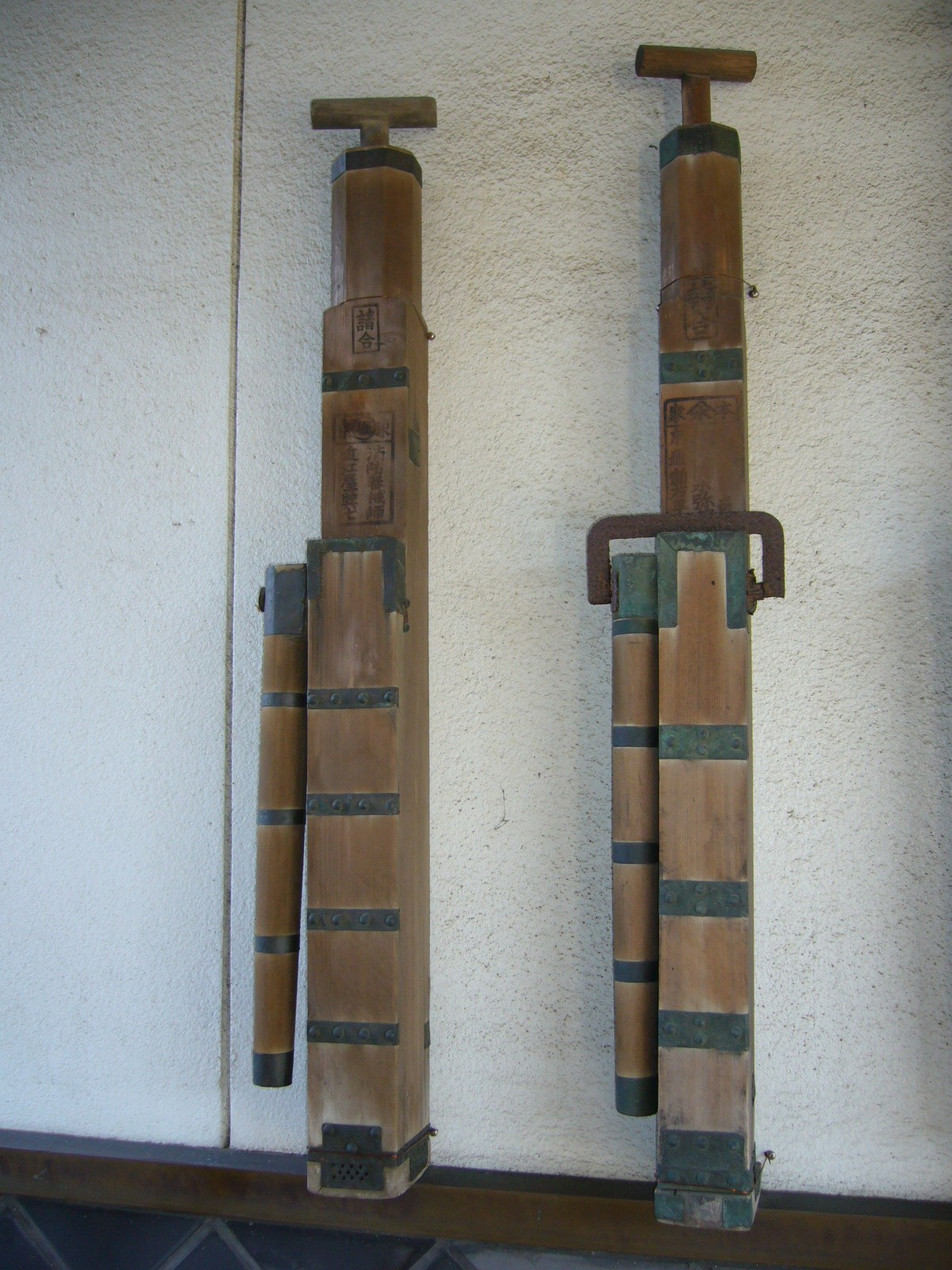
水鐵砲

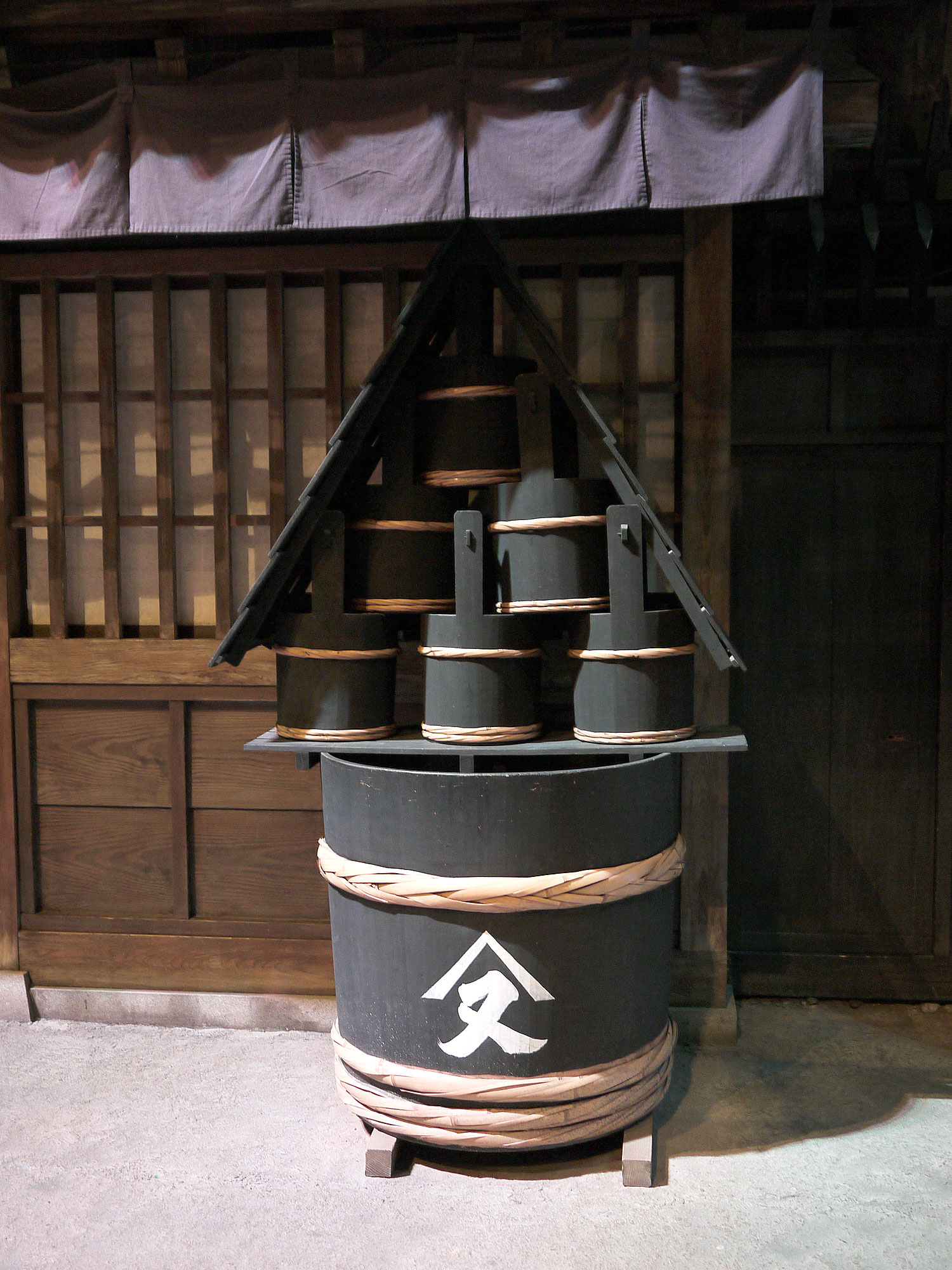
江戶的町中各處放置的消防用水桶（深川江戶資料館）

火災現場，人們使用了各種工具來滅火。梯子是由稱呼為梯子持的鳶人足來搬運，用作爬上屋頂或運水的鷹架。它是用新的青竹製成的，經過水浸泡以使其不易燃。使用鳶口（とびぐち）、刺又（さすまた、指俣）、鋸來摧毀火源和周圍建築物，以防止火勢蔓延。據說鳶口是火消的必備工具，經常在打架中使用，因此幕府對其長度做出了限制。
龍吐水（りゅうどすい）、獨龍水（どくりゅうすい）、水鐵砲、玄蕃桶（げんばおけ、兩人提著的大水桶），用於將水直接澆到火源。龍吐水是一種木製手動幫浦，利用氣壓將水推進約15公尺。但據稱，由於難以持續供應水，因此對於滅火作用不大。此外，現場還使用了用於吹散火花、防止火勢蔓延的大團扇，以及水筵（用海藻製成，浸泡在水中，用一種叫做水箱的東西）來濕潤它們。
防火瞭望台和防火梯是為及早發現火災而安裝的設施。 半鐘或板木用於發現火災或作為信號，並根據火災的遠近來確定打擊方法。

## 另見
- 江戶火災
- 忠臣藏

### 注脚
1. ↑  「江戶火消制度的成立與展開」P.95
2. ↑  「江戶火消制度的成立と與展開」P.98
3. ↑  筋為日本街道的南北走向
4. ↑  『江戶的火災』P.37
5. ↑  武家奉公人（日语：武家奉公人）
6. 1 2 3 4 5 6 7  白井和雄.  (PDF). 一般財團法人 消防防災科學中心.   [2020-08-06]. （原始内容存档 (PDF)于2024-06-17）.
7. ↑  『江戶百科全書』P.43
8. ↑  「江戶火消制度的成立與展開」P.112
9. ↑  在米澤藩上杉家的情況下，《上杉家年譜》寛永18年（1641年）的記載中可以看到有關火災時應老中奉書而出動的記錄，其中有「防火士頭」、「火消方」等描述。[8]。
10. ↑  『近代的町火消們』P.42
11. ↑  黒木 1999，第68頁.
12. ↑  黒木 1999，第69-70頁.
13. ↑  江戶時代到明治時代從事理髮業的人的總稱，現今的理髮師
14. ↑  『江戶的火災與と火消』P.93
15. ↑  『江戶三火消圖鑑』P.225
16. ↑  『近代的町火消們』P.18
17. ↑  『近代的町火消們』P.21
18. ↑  因為承認仙石兵庫的組插手了幾乎滅火完成的加賀鳶。
19. ↑  『江戶三火消圖鑑』P.198

### 書籍
- 池上彰彦「江戶火消制度的成立與展開（江戸火消制度の成立と展開）」『江戶町人的研究（江戶町人の研究） 第5巻』西山松之助編、吉川弘文館、1978年
- 東京消防廳『東京消防百年的腳步（東京の消防百年の歩み）』東京的消防百年紀念行事推進委員會編、非売品、1980年
- 東京消防廳・江戶火消研究會監修『江戶三火消圖鑑（江戸三火消図鑑）』岩崎美術社、1988年
- 山本純美『江戶的火災與火消（江戸の火事と火消）』河出書房新社、1993年
- 西山松之助編『江戶學事典（江戸学事典）』弘文堂、1994年
- 鈴木淳『近代的町火消們（町火消たちの近代）』吉川弘文館、1999年
- 小澤詠美子「店火消在江戶的動向（江戸における店火消の動向）」『德川幕府與巨大都市江戶（徳川幕府と巨大都市江戸）』竹內誠編、東京堂出版、2003年
- 加藤貴編『江戶百科全書（江戸を知る事典）』東京堂出版、2004年
- 黒木喬. . 同成社. 1999.
- 社團法人江戶消防紀念會『江戶消防 創立五十周年紀念』東京消防廳監修、非売品、2004年

## 外部連結
- . 消防防災博物館.   [2021-09-14]. （原始内容存档于2024-05-29） （日语）.
- 火消しコレクション （页面存档备份，存于） 西雅圖藝術博物館所藏